# Mazor
Mazor (hebrejsky מָזוֹר, v oficiálním přepisu do angličtiny Mazor) je vesnice typu mošav v Izraeli, v Centrálním distriktu, v Oblastní radě Chevel Modi'in.

## Geografie
Leží v nadmořské výšce 56 metrů v hustě osídlené a zemědělsky intenzivně využívané pobřežní nížině, nedaleko od jižního okraje Šaronské planiny.
Obec se nachází 15 kilometrů od břehu Středozemního moře, cca 15 kilometrů východně od centra Tel Avivu a cca 84 kilometrů jižně od centra Haify. Leží v silně urbanizovaném území, na východním okraji aglomerace Tel Avivu, jejímiž východními výspami jsou zde města Savijon a Jehud-Monoson. Dva kilometry na severu je to pak město Petach Tikva. Společně se sousedními vesnicemi Nechalim, Nofech, Rinatija a Be'erot Jicchak vytváří jednu velkou zemědělskou aglomeraci. Dál k východu již pokračuje převážně zemědělská krajina, byť rovněž s vysokou hustotou osídlení. 5 kilometrů jihozápadním směrem od mošavu leží Ben Gurionovo mezinárodní letiště. Mazor obývají Židé, přičemž osídlení v tomto regionu je etnicky převážně židovské.
Mazor je na dopravní síť napojen pomocí dálnice číslo 40. Východně od vesnice probíhá rovněž severojižním směrem nová dálnice číslo 6 (Transizraelská dálnice).

## Dějiny
Mazor byl založen v roce 1949. Jméno mošavu odkazuje na zaniklou arabskou vesnici al-Muzajrija, která tu stávala do roku 1948. Původně se ovšem mošav nazýval Mizra Har (מזרע הר). Zakladateli byli židovští přistěhovalci z Československa a Maďarska.
Správní území vesnice dosahuje cca 2300 dunamů (2,3 kilometru čtverečního). V obci je pomník padlým Izraelcům během válek. Jihovýchodně od obce (blíže El'adu) se rozkládá archeologická lokalita s dochovaným římským mauzoleem. Jde o jednu z mála staveb z tohoto období, která se v celém Izraeli dochovala v takovémto rozsahu. Poblíž jsou i stavební pozůstatky z byzantského období.

## Demografie
Podle údajů z roku 2014 tvořili naprostou většinu obyvatel v Mazor Židé (včetně statistické kategorie "ostatní", která zahrnuje nearabské obyvatele židovského původu ale bez formální příslušnosti k židovskému náboženství).
Jde o menší obec vesnického typu s dlouhodobě rostoucí populací. K 31. prosinci 2014 zde žilo 1349 lidí. Během roku 2014 populace stoupla o 2,3 %.
| Rok            | 1961 | 1972 | 1983 | 1995 | 2001 | 2003 | 2004 | 2005 | 2006 | 2007 | 2008 | 2009 | 2010 | 2011 | 2012 | 2013 | 2014 |
| -------------- | ---- | ---- | ---- | ---- | ---- | ---- | ---- | ---- | ---- | ---- | ---- | ---- | ---- | ---- | ---- | ---- | ---- |
| Počet obyvatel | 422  | 301  | 369  | 512  | 828  | 916  | 970  | 1002 | 1030 | 1059 | 1084 | 1194 | 1220 | 1285 | 1294 | 1319 | 1349 |